# Принсипи (пик)
Принсипи — гора на острове Принсипи, меньшем из двух обитаемых островов островного государства Демократическая Республика Сан-Томе и Принсипи. Гора поднимается на высоту 948 м. Считалось, что это наивысшая точка острова, но экспедиция на пик в 1999 году установила, что он может быть ниже, а наивысшей точкой является расположенный рядом пик Менкорне (Pico Mencorne).
Гора входит в Камерунскую линию вулканов.

## Геология

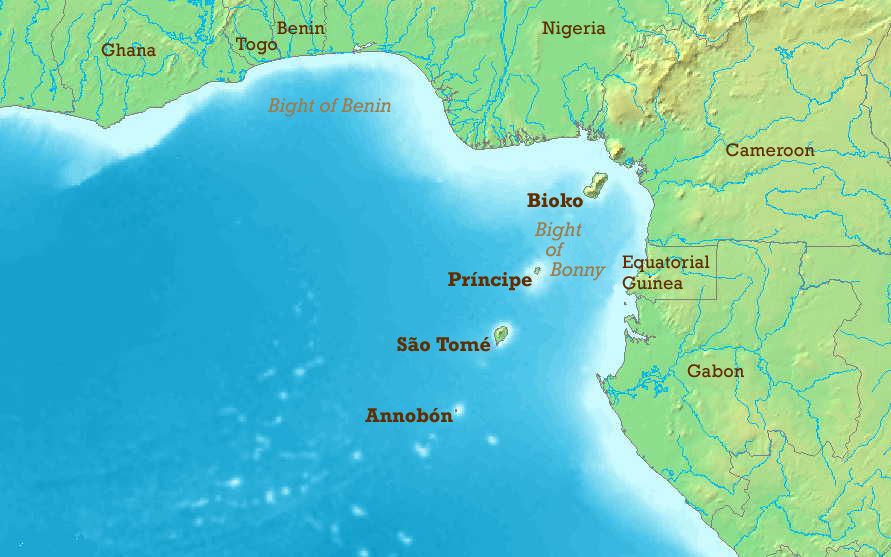
Карта Гвинейского залива, остров Принсипи в цепи островов, сформированных Камерунской линией вулканов.

Гора является остатками вулкана, потухшего 15.7 миллионов лет назад. Вулканы на острове первоначально имели базальтовое происхождение, но позже происходили интрузии фонолита в ядро вулкана. Базальт подвергся сильной эрозии, и остались «башни» из более сложной породы — фонолита, поднимающиеся почти вертикально посреди тропического леса.
Пик Принсипе (порт. Pico do Príncipe) опирается на океаническую плиту на глубине около 3000 м и поднимается на высоту 948 м над уровнем моря. Базальтовые породы преобладают на его северной стороне, в то время как фонолиты и тефриты распространены на южной окраине пика. Вулканические базальтовые лавы покоятся на породах пирокластического гидротермально-осадочного образования, содержащих блоки толеитового базальта, и представляют подводную фазу в эволюции острова. Лавовые породы подразделяются на более старую лаву (базаниты), в которую позднее вторглась более молодая лава. Возраст разных образцов лавы датирован с помощью радиометрического исследования, он составил около 30,4 млн. лет назад (толеиты из базальтовой брекчии) и 4,9 млн. лет (трахифонолитовая лава или пепловые потоки).
Климат
С июня по сентябрь продолжается сухой сезон, он преобладает на северо-востоке, в более влажных районах почти не ощущается. В прибрежных районах держится высокая среднегодовая температура, в низких 80-х F (выше 20-х C); средняя относительная влажность довольно высокая около 80 процентов. Средняя температура резко понижается с набором высоты, начиная с 700 метров. По ночам температура опускается ниже 10 ° C. На высоте около 1000 метров почти непрерывно идёт мелкий туманный дождь, ночи очень холодные, хотя никогда не было мороза или снега.
История восхождений
Первая экспедиция на пик в 1929 году основала базу на вершине. Вторая экспедиция состоялась в 1956 году, но из-за плохих погодных условий не смогла сделать серьезных исследований ботаники.
Экспедиция 1999 года установила, что гора поднимается с очень лесистого плато с высотами 600—700 м. Отсюда ряд горных хребтов поднимается к вершине. Вершина — небольшой холм, окруженный с трех сторон обрывами. На более высоких возвышенностях деревья растут на открытых пространствах, встречается больше эпифитов — растений, для которых источником роста являются другие деревья.

## Экология
В 1999 году состоялась экспедиция неправительственной организации Ecofac, которая планирует оказывать помощь в сохранении острова через развитие экотуризма на острове.
Экология лесов на горах и вокруг них не была хорошо исследована, но были обнаружены некоторые эндемичные виды птиц и орхидей, и стало ясно, что существует множество эндемичных растений и насекомых.
Планируемая заповедная зона, охватывающая одну треть Принсипи, будет включать эту гору, и три других — высотой более 500 м: Меса (537 м), Папагайо (680 м) и Менкорне (921 м).
В этой области зарегистрировано 28 видов птиц, семь из которых являются эндемичными для Принсипи, а четыре из них находятся под угрозой исчезновения.
Среди других эндемичных видов — сцинк en:Feylinia polylepis, роющая змея en:Typhlops elegans, лягушка en:Leptoptelis palmatus. Здесь также обитают эндемичные виды землеройки en:Crocidura poensis.